# Дельта¹ Малого Пса
Дельта1 Малого Пса (δ1 CMi / δ1 Canis Minoris) — желто-белый гигант спектрального класса F в созвездии Малый Пёс с видимым блеском в +5.24. Звезда удалена от Земли на расстоянии 790 световых лет. Невооружённым глазом звезда как правило не видна (видна только при очень ясной погоде и при очень хорошем зрении наблюдателя).